# Milou
Pour les articles homonymes, voir Milou (homonymie).
Milou est un chien (probablement un fox-terrier dont la blancheur de la robe est inhabituelle), personnage récurrent de la bande dessinée Les Aventures de Tintin.

## Le personnage

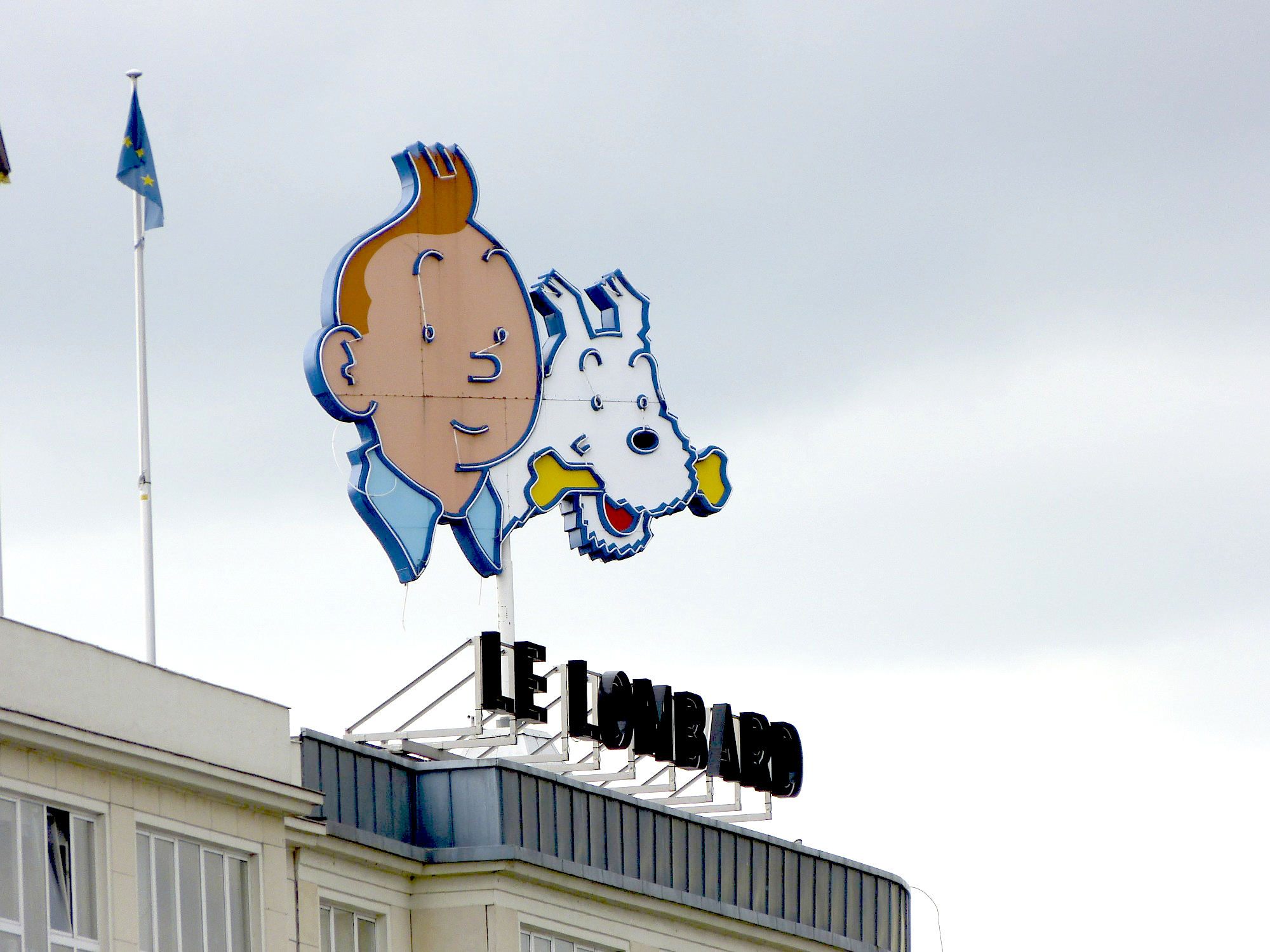
Tintin et Milou (à droite) au siège social des éditions Le Lombard à Bruxelles.

Dès le tout début, Milou est le compagnon inséparable de Tintin et il le suit partout, envers et contre tout, à travers les nombreuses péripéties rencontrées par son maître. Cette caractéristique atteint d'ailleurs des proportions surréalistes dans certaines aventures, où sa présence s'avère incongrue. Dans Objectif Lune et On a marché sur la Lune, non seulement il accompagne Tintin, Haddock et Tournesol dans l'espace, mais il peut sortir de la fusée et gambader sur le sol lunaire grâce à un scaphandre spécialement conçu pour lui. Dans Tintin au pays de l'or noir, peu après son arrivée au Proche-Orient, le fameux reporter est enlevé successivement par deux groupes terroristes. Or, alors qu'il est présenté au chef Bab-El-Ehr, Milou apparaît subitement aux côtés de son maître, sans qu'aucune explication plausible ne soit donnée de sa présence. On peut considérer que l'indivisibilité du duo est une licence poétique que s'accorde l'auteur.

### Personnalité

#### Traits de caractère humains et instinct animal
Dès les premières aventures, Milou est inséparable de Tintin et, selon l'analyse de Cyrille Mozgovine, il est « à mi-chemin entre le monde des animaux et celui des hommes » dans la mesure où il possède deux langages, celui des chiens et le langage articulé. Milou fait preuve d'une certaine vanité, voire de vantardise, mais il se montre également sensible et susceptible. Au fil des aventures, son caractère évolue : il devient casanier et déclare avoir horreur de prendre l'avion, de sorte que « ce personnage passe progressivement de l'affirmation naïve de sa force à la reconnaissance de sa faiblesse ».
Bien qu'il soit un chien, Milou présente un caractère étonnamment vif et éveillé. Il pense et donne l'impression de parler, mais il ne communique par la parole avec les humains que dans Tintin en Amérique (voir les pages 8 et 9). Il possède une certaine culture générale et se montre capable de faire références à des personnages bibliques dans Tintin au Congo, de risquer des jeux de mots ou de comparer son maître à Sherlock Holmes dans L'Oreille cassée et Le Secret de La Licorne. Malgré ces traits de caractère humains, il conserve un instinct animal et les qualités d'un chien : il est capable de suivre une piste sans erreur, pressent d'éventuels dangers et se montre méfiant vis-à-vis de certains personnages.
Milou éprouve une certaine élégance dans L'Étoile mystérieuse, quand il se couvre de fourrures pour contrer le froid polaire de l'océan Arctique, mais il est rare qu'on lui confectionne des costumes particuliers, excepté sa combinaison antiatomique et sa combinaison spatiale dans Objectif Lune et On a marché sur la Lune. Il ne se déguise qu'une seule fois, dans Tintin au Congo, mais il participe parfois au déguisement de Tintin, lui permettant d'arrondir son ventre dans Le Lotus bleu pour prendre les traits du général Haranochi ou en se cachant dans une cruche portée sur la tête dans Coke en stock.

#### Gourmandise
En qualité de chien, Milou raffole des os. Cependant, il pousse cette inclination jusqu'à la gourmandise la plus débridée, ce qui lui impose des choix difficiles dans certaines situations. Ainsi dans Le Sceptre d'Ottokar, il doit choisir entre l'os et le sceptre égaré par son maître, qu'il se décide de rapporter finalement. Dans Tintin au Tibet, c'est cette fois la gourmandise qui l'emporte, au détriment du message de détresse qu'il devait porter d'urgence à la lamaserie. Il est également friand de viande et de charcuterie, particulièrement le poulet qu'il déguste dans L'Île noire, Le Trésor de Rackham le Rouge et Tintin au Tibet. Il se contente parfois de pâtes (L'Étoile mystérieuse), de sucre (Tintin en Amérique, On a marché sur la Lune) et même de dattes, même s'il reconnaît que « ça ne vaut pas un gigot », dans Tintin au pays de l'or noir.
Plus étonnamment, l'appétit de Milou se porte également sur l'alcool. Il découvre accidentellement le whisky dans L'Île noire, lapant les gouttes qui s'échappent d'un wagon de marchandises de « Loch Lomond » avant de goûter plusieurs fois à ce breuvage au cours de cette même aventure. À plusieurs reprises, dans les albums suivants, il consomme de nouveau du whisky, mais il ne dédaigne pas non plus le champagne (Le Crabe aux pinces d'or et Objectif Lune), le rhum et le cognac (Le Secret de La Licorne).
Son rôle de faire-valoir râleur est progressivement attribué au capitaine Haddock.

### Relations

#### Avec Tintin
Milou est inséparable de son maître mais la communication entre les deux personnages évolue au fil des albums. Dans les premières aventures, ils échangent régulièrement, même si les répliques de Milou sont le plus souvent l'écho de celles de Tintin. Bien que doué de parole, son maître est pourtant le seul à pouvoir le comprendre. Milou le flatte à chacun de ses succès mais il se permet parfois des commentaires moqueurs envers lui, comme pour mettre en perspective ses exploits répétés. Après l'arrivée du capitaine Haddock, il perd de sa faconde et devient moins le complice de Tintin que son compagnon.
Par ailleurs, Milou est extrêmement attaché à son maître, au point de souhaiter mourir quand il le croit mort lui-même dans Les Cigares du pharaon. À plusieurs reprises il fait preuve d'initiatives pour l'écarter du danger et le délivrer de sa captivité, notamment en rongeant ses liens ou en lui fournissant la clé des menottes.

#### Avec les hommes
Milou a peu de rapports avec les autres hommes, et ils sont généralement difficiles, exceptions faites des amis de Tintin, Dupond et Dupont, Tournesol, Haddock. Plusieurs fois, les adversaires de Tintin tentent de l'éliminer : il est notamment offert en sacrifice à trois reprises (Les Cigares du pharaon, Le Lotus bleu, L'Oreille cassée) et sauvé de justesse par l'intervention de Tintin ou d'un complice. Il se montre particulièrement sensible au chant de la Castafiore qui provoque ses hurlements, ce qui incite Tintin à le bâillonner par prévention à l'opéra de Szohôd dans L'Affaire Tournesol. Toutefois, il entretient des rapports nettement plus sympathiques avec les enfants, notamment le fils du maharadjah de Rawajpoutalah et Zorrino, même si l'intrépide Abdallah lui fait subir quelques désagréments.

#### Avec les animaux
Ses relations avec les autres animaux sont tout aussi difficiles et proviennent le plus souvent d'un rapport de forces qui s'achève par la fuite de l'un ou l'autre. Il est ainsi aux prises avec un boa, des buffles, un crocodile et des moustiques dans Tintin au Congo, une chèvre et un lièvre dans L'Île noire, un condor et un lézard dans Le Temple du Soleil, un crabe dans Coke en stock, un hérisson dans L'Affaire Tournesol, un gymnote dans Tintin et les Picaros, des souris dans Objectif Lune, une vache dans Les Cigares du pharaon et un yack dans Tintin au Tibet.
À trois reprises, il impressionne et terrorise un animal plus gros que lui : le lion dans Tintin au Congo, le gorille Ranko dans L'Île noire et le guépard de l'émir dans Coke en stock. À l'inverse, il manifeste une  véritable phobie des araignées. À plusieurs reprises, il s'oppose à des perroquets, dans Tintin au Congo comme dans L'Oreille cassée, si bien que dans Les Bijoux de la Castafiore, il éprouve du dégoût quand la cantatrice en offre un au capitaine Haddock. Par ailleurs, les relations entre Milou et les chats sont d'abord conflictuelles, y compris lorsque le capitaine en introduit un à Moulinsart. Leur affrontement provoque parfois des catastrophes, comme dans Les Sept Boules de cristal, mais ces deux animaux deviennent finalement complices et amis dans les dernières aventures.
Évolution intéressante du personnage, au fil des albums, Milou perd le don de la pensée exprimée par des paroles pour se contenter d'images et devenir pratiquement muet. Milou est le seul personnage avec Tintin à être présent sur l'ensemble des couvertures des albums des Aventures de Tintin.
À la fin de l'album Vol 714 pour Sydney, Milou est le seul personnage qui n'a pas eu la mémoire effacée par Ezdanitoff, car étant un chien incapable de communiquer avec les humains, il n'a pas été nécessaire de lui effacer sa mémoire.

## Origine de Milou
En 1928, Hergé alors rédacteur en chef du Petit Vingtième illustre L'Extraordinaire aventure de Flup, Nénesse, Poussette et Cochonnet, un récit scénarisé par le chroniqueur sportif et judiciaire du Vingtième Siècle, Armand De Smet (qui signe sous le pseudonyme Smettini). Occupant la page centrale pendant dix semaines, ce récit fait apparaître, dans quatre images seulement, un chien qui pourrait être la première apparition de Milou, sans qu'il soit nommé, tant ses traits évoquent ceux repris par Hergé au moment de créer le compagnon de Tintin. Un chien semblable apparaît également dans La Noël du petit enfant sage, une bande dessinée en une planche parue dans le numéro du 30 décembre 1928 du Sifflet, un hebdomadaire dominical, satirique et catholique,. Le maître du chien ressemble par ailleurs à Totor, personnage créé quelques années plus tôt par Hergé. Séduit par ces histoires qu'il juge plus vivantes, l'abbé Norbert Wallez propose à Hergé de reprendre les personnages de La Noël du petit enfant sage pour en faire les héros d'un nouveau récit à paraître dans Le Petit Vingtième et dont le dessinateur rédigerait lui-même le scénario.
Son nom vient d'une ancienne petite amie de Hergé, Marie-Louise Van Cutsem, surnommée justement « Milou »,.
Milou est un personnage à part entière, en quelque sorte le jeune frère de Tintin. Il est doué de la parole, mais seul le lecteur a accès aux paroles qu'il profère. Son maître est l'exemple qu'il suit et l'initie aux secrets du monde. En échange, Milou le flatte à chacun de ses succès. Le fait de ne pas pouvoir parler à d'autres que Tintin l'empêche d'être corrompu dans son innocence : tel lʼÉmile de Rousseau, seul Tintin fera son éducation. Attaché à lui-même et à son confort[réf. incomplète], il bataille volontiers aux côtés de son maître quand le besoin s'en fait sentir. Avec ces deux héros, Hergé s'adresse à deux groupes de lecteurs : les plus âgés s'identifient à Tintin, jeune homme volontaire et sûr de sa force, tandis que les plus jeunes se tournent vers Milou, dont les traits humains sont forcés.
Hergé, concernant Milou, cite la bande dessinée Ric et Rac de Pol Rab, publiée à partir de mars 1929. Au titre de la comparaison, il déclare dans l'émission télévisée Trente millions d'amis : « Milou est d'une race qui est approximativement le fox à poil dur. Un peu bâtard tout de même, et si je l'ai choisi, c'est qu'à l'époque, ces chiens étaient à la mode. Il y avait d’ailleurs un chien fox-terrier à poil dur blanc et puis il y avait un sky-terrier noir assez bas sur pattes. Ils s'appelaient Ric et Rac, il y avait d'ailleurs un journal qui s'appelait Ric et Rac. »
Dans un de ses ouvrages, l'historien Michel Pastoureau émet l'hypothèse que le fox-terrier à poil dur blanc d'Édouard VII, Caesar (1901-1914), très célèbre à son époque, aurait servi de modèle pour Milou.

## Divers
Milou apparaît dans un dessin-gag (planche no 75) de Gaston publié le 2 juillet 1959 dans le no 1107 de Spirou. Selon la légende, c'est Hergé lui-même qui aurait dessiné le petit chien. 
Il apparaît également dans le gag Jalousie de l'Album N° 7 des gags de Boule et Bill dans le no 476 de Boule et Bill, au côté de Pluto.